# Stockholm-Gävle Slakteriförening
Stockholm-Gävle Slakteriförening (SGS eller SGSA) hade sitt ursprung i Gefleortens slaktdjursförsäljningsförening (bildad 1936) och Stockholmsortens slaktdjursförsäljningsförening, som 1939 sammanslogs till SGS. På 1950-talet hade föreningen slakterier i Stockholm, Uppsala, Valbo och Norrtälje och en butik på Norra Slottsgatan 6 i Gävle. 